# Африка (мыс)
Африка — мыс на Камчатском полуострове, который в свою очередь находится на полуострове Камчатке. Самая восточная оконечность полуострова Камчатка. На мысе Африка имеется маяк, метеостанция и радионавигационная станция МАРС-75. В произведении Михаила Ильина «Воспоминания юнги Захара Загадкина» упоминается этот мыс:
...мыс Африка на восточном побережье Камчатки. В тысяча восемьсот восемьдесят втором году, когда он был еще безымянным, его обследовали офицеры русского крейсера «Африка» и назвали по имени своего корабля.
.
В книге «Морская карта рассказывает» (1986) указывается, что мыс был описан в 1882 году экипажем крейсера «Африка» и им же (экипажем) назван в честь своего корабля.